# Parafia Miłosierdzia Bożego w Justynowie
Parafia Miłosierdzia Bożego w Justynowie w dekanacie koluszkowskim  archidiecezji łódzkiej, w powiecie łódzkim wschodnim. Erygowana 4 maja 1984 przez biskupa Józefa Rozwadowskiego. Do parafii należą wierni z miejscowości:  Ignaców, Janówka, Jordanówek, Justynów, Zielona Góra.

## Historia
W roku powstania parafii wybudowana została tymczasowa kaplica. W 1985 przystąpiono do budowy kościoła w stylu modernistyczno-blokowym (projekt architektów M. Rybaka i M. Grymina oraz konstruktora inż. w. Sawickiego). Budynek ten jako jeden spełnia 3 funkcje:
- sakralną (część kościelna przeznaczona do sprawowania nabożeństw)
- katechetyczną (pomieszczenia duszpasterskie)
- mieszkalną (plebania)

Świątynię została poświęcona 28 maja 1995 przez arcybiskupa Władysława Ziółka.

## Proboszczowie
1. ks. Bronisław Ciesielski (w latach 1984–1994, zm. 4 grudnia 1994)
2. ks. Jerzy Wiśniewski (w latach 1994–1997, zm. 18 listopada 1997)
3. ks. Karol Andrzejczak (w latach 1997–2004)
4. ks. Dariusz Burski (od 29 sierpnia 2004)

## Grupy parafialne
Chór męski, Dziecięce Koło Misyjne, schola dziecięca, schola młodzieżowa, Żywy Różaniec (3 koła).